# Chlamydie
Chlamydie (Chlamydiae, podle nového názvosloví Chlamydiota) je kmen nepohyblivých bakterií, které parazitují uvnitř eukaryotických buněk. Někdy žijí ve svých hostitelích, aniž by způsobily potíže – proto se předpokládá, že jejich hostitelé jsou v podstatě přirozenými rezervoáry. Patří však také mezi původce onemocnění lidí i zvířat – chlamydiózy.
První zprávy o chlamydiovém onemocnění spojeném s infekcí Chlamydia trachomatis jsou o trachomu. Toto onemocnění bylo popsáno v Číně a v Egyptě před několika tisíci lety a stále zůstává hlavní příčinou preventabilní slepoty na světě. Chlamydie jsou obligátní intracelulární baktérie rozmnožující se v eukaryotických buňkách a způsobující u lidí široké spektrum onemocnění. Jednotlivé druhy byly vyčleněny podle svých biologických a biochemických vlastností a více než 95 % homologie jejich 16S ribosomální RNA sekvence. Molekulární analýzy počátkem 90. let 20. století vedly k reklasifikaci některých linií Ch. psittaci a vyčlenění druhů Ch. pneumoniae a Ch. pecorum.
Chlamydie mohou být stejně velké či menší než viry, a tak s nimi byly dříve i zaměňovány. Mají kulovitý tvar a v závislosti na stadiu vývojového cyklu dosahují velikosti 0,2 – 1,5 μm. Nemohou být kultivovány v bakteriálním živném médiu, pouze na buněčné kultuře.

## Klasifikace

### Taxonomické zařazení
Názvosloví i taxonomické zařazení mikroorganismů, které dnes označujeme jako chlamydie, prošlo od počátku tohoto století řadou proměn. V roce 1907 vizualizovali poprvé C. trachomatis Halberstaedter a Prowazek v konjunktiválním stěru od orangutana naočkovaného materiálem z lidského trachomu. Rozpoznali intracytoplasmatické inkluze, u nichž zpočátku předpokládali protozoární původ. Od počátku 30. let byly chlamydie pro svoji velikost a vnitrobuněčný parazitismus považovány za viry. Kromě názvu „velké viry“ se pro ně používala nejrůznější pojmenování, jako neorickettsie, pararickettsie, bedsonie, chlamydozoa, myiagawanely, rakeie, halprowie, psittacosis-lymphogranuloma virus, psittacosis-LGV-trachoma agens nebo TRIC skupina (trachom-inkluzní konjunktivitida) aj. Teprve vymezení pojmu virus Lwoffem v 50. letech a nové poznatky o základních biologických vlastnostech chlamydií vedly Nouldera (1966) k závěru, že tyto mikroorganismy nemají s viry mimo nitrobuněčného parazitismu nic společného, a že jde o skupinu unikátních bakterií. Page (1966) doporučil používat pro tyto různě pojmenovávané mikroorganismy název chlamydie.
Chlamydie jsou obligátními intracelulárními parazity eukaryotických buněk s typickým uspořádáním buněčných struktur, unikátním vývojovým cyklem a limitovanými projevy metabolické aktivity. Některými svými vlastnostmi připomínají viry, jinými naopak bakterie. Obsahují DNA i RNA a jsou více či méně citlivé na inhibiční účinek specifických antibiotik a sulfonamidů. Od rickettsií se liší nepřítomností cytochromů, anaerobním metabolismem a také tím, že neexistuje žádný hmyzí vektor, ve kterém by se pomnožovaly.
Dlouhá léta reprezentovaly řád Chlamydiales (ř. chlamys – plášť) pouze dva druhy – Chlamydia psittaci a C. trachomatis. V současné době díky analýze genomu chlamydií tvoří řád Chlamydiales 4 čeledě, z nichž čeleď Chlamydiaceae zahrnuje dva rody – Chlamydia a Chlamydophila, celkem s 9 druhy chlamydií. Jednotlivé druhy se liší složením bází jejich DNA, citlivostí k sulfonamidům, charakterem inkluzí a obsahem glykogenu v nich, spektrem hostitelů a buněk, které napadají, a konečně způsobem přenosu nákazy. Každý z těchto druhů má více kmenů s různými sérologickými a biologickými vlastnostmi.
Kmeny C. psittaci jsou rezistentní na sulfonamidy, jejich inkluze neobsahují glykogen a jsou difúznější a brzy praskají, takže elementární tělíska jsou často uložena volně v cytoplasmě. Izoláty C. psittaci se liší virulencí, u ptáků mohou způsobovat střevní, respirační a systémové infekce. Celkem se rozlišuje 8 sérovarů C. psittaci.

### Klasifikace kmenů
C. psittaci představuje mnoho kmenů (poddruhů), které mohou infikovat široký okruh ptačích i savčích hostitelů. Klasifikace poddruhů je možná podle morfologie inkluzí, plakové neutralizace, mikroimunofluorescence, analýzy chlamydiové chromozomální DNA restrikčními endonukleázami, přítomnosti a vlastností extrachromozomálních agens a pomocí monoklonálních protilátek.
Dobrým markerem ptačích izolátů C. psittaci je plazmid 7,5 Kb, který byl zjištěn u všech zatím vyšetřovaných ptačích izolátů a který je identický bez ohledu na ptačího hostitele.

## Morfologie a chemické vlastnosti
Základní infekční jednotkou chlamydií jsou nepohyblivá (nemají bičíky ani pili) sférická elementární tělíska (ET) o průměrné velikosti 200-400 nm, která jsou metabolicky neaktivní a replikace neschopná. Obsahují ribozomy a difuzní jádro. ET s rigidní, třívrstevnou, buněčnou stěnou jsou odolná na vlivy vnějšího prostředí a představují vývojové stadium přizpůsobené na extracelulární přežívání.
Retikulární tělíska jsou metabolicky aktivní nitrobuněčná stadia vývojového cyklu chlamydií, která nejsou schopna přežívat extracelulárně. Dosahují velikosti asi 0,6-1,5 µm a jsou tenkostěnná, osmoticky křehká.
Chlamydie obsahují oba typy nukleových kyselin (DNA i RNA), jejichž vzájemný poměr závisí od vývojového stadia (množství RNA je vyšší v RT). Chlamydie mají vlastní metabolismus (syntetizují bílkoviny, nukleové kyseliny, lipidy a glykogen), i když v porovnání s ostatními bakteriemi poněkud omezený; například nemohou kompletizovat pentózový cyklus a neutilizují pyruvát přes cyklus trikarboxylových kyselin. Mimo hostitelskou buňku jsou chlamydie schopny produkovat CO2 z glukóza-6-fosfátu. Dále katabolizují kyselinu pyrohroznovou, asparagovou a glutamovou za tvorby CO2 a dvou- a čtyřuhlíkatých produktů. Neobsahují cytochrom a flaviny.
Chemické složení buněčné stěny ET je podobné jako u G-bakterií (E. coli) – asi 64-70 % proteinu, 15 % nukleových kyselin, 5-20 % lipidů a malé množství sacharidů.
Chlamydie jsou citlivé na působení inhibitorů proteosyntézy v časných stadiích svého vývojového cyklu. Protože nemají vlastní energetický metabolismus, využívají ve svůj prospěch ATP hostitelské buňky. Jsou proto považovány za „energetické parazity“ buněk. Jsou citlivé na působení antibiotik, především takových, která inhibují proteosyntézu (chloramfenikol, tetracykliny). Méně již na antibiotika, která inhibují syntézu buněčné stěny (penicilin a jeho deriváty).
Genom chlamydií tvoří uzavřená cirkulární dvouvláknová molekula DNA s molekulovou hmotností 6,6×108. Molekula této velikosti může poskytovat informace přibližně pro 600 různých proteinů, z nichž asi čtvrtina je shodná s proteiny genomu E. coli. Všechny kmeny C. trachomatis a některé kmeny C. psittaci mají plazmidy, ale jejich funkce není zatím známa.

## Vývojový cyklus
Chlamydie jsou nitrobuněčnými parazity kokoidního tvaru s unikátním vývojovým cyklem. Na rozdíl od ostatních bakterií se chlamydie nerozmnožují přímo příčným dělením, ale replikují se v cytoplasmě infikovaných buněk přeměnou infekčních elementárních tělísek (ET) na retikulární tělíska (RT). Tato tělíska jsou neinfekční, ale metabolicky velmi aktivní a mohou se příčně dělit; tím vznikají "dceřiná" elementární tělíska, která po uvolnění z buňky infikují další buňky. Cytoplasmatické inkluze představují dělící se retikulární tělíska hustě vyplněná dceřinými ET. Takovéto střídání dvou vývojových stadií adaptovaných na nitrobuněčné anebo mimobuněčné prostředí nemá v mikrobiální říši obdoby.
Pouze ET jsou schopna infikovat hostitelskou buňku indukováním fagocytózy, která umožňuje chlamydiím dostat se do buňky rychleji než jiným inertním částicím nebo bakteriím. Po 1-2 hodinové absorpci pronikají ET během 2-5 hodin různě hluboko do cytoplasmy. Absorpce chlamydií na buňku závisí na teplotě a pH (optimum 6-8).
Infekční proces začíná fixací ET na mikrovili buněčné stěny vnímavé hostitelské epiteliální buňky, postupuje k plasmatické membráně a dochází k jeho invaginaci (endocytóza). Po vniknutí do buňky brání chlamydie fúzi fagozomů s lysozomy a celý jejich vývojový cyklus se odehrává uvnitř fagozomu. K tvorbě fagolysozomů dochází až po uvolnění dceřiných ET z infikované buňky. Chlamydie jsou po celou dobu svého intracelulárního vývoje chráněny endozomovou membránou intracytoplasmatických vezikulů. Při infekci C. psittaci stěna brzy praská a ET se rozptylují po celé cytoplasmě. Chlamydiové infekce inhibují makromolekulární syntézu v hostitelské buňce, ale indukují tvorbu interferonu. Pravděpodobně po vyčerpání výživných látek v buňce RT maturují, binárně se dělí a vznikají ET.
Chlamydie mají také neobvyklé povrchové projekce, které pronikají přes endozomovou membránu a uskutečňují převod živin z cytoplasmy do inkluzního tělíska. C. trachomatis produkuje kyselinu listovou.
Celý vývojový cyklus, během kterého si chlamydie na rozdíl od virů zachovávají svoji integritu, proběhne během 48 hodin. Je ukončen uvolněním nových ET, která jsou schopna extracelulárně přežívat a infikovat další hostitelské buňky.
Vzniklé mikrokolonie (inkluze) obsahují podle druhu chlamydie 100-500 částic potomstva v různých vývojových stadiích růstu. Při mikroskopickém vyšetření nativních nebo barvených preparátů infikovaných buněk lze pozorovat v cytoplasmě různě velké shluky organismů. U C. psittaci jsou četné inkluze, kdežto u C. trachomatis obvykle jen jedna. C. psittaci přežívá a roste v makrofázích. Poškození buněk infikovaných chlamydiemi závisí na multiplicitě infekce – jestliže je vysoká (>100), dochází k toxickému poškození buněk bez replikace chlamydií, je-li střední (10-50), dochází k poškození buněk v důsledku replikace chlamydií a je-li nízká (<1), replikace chlamydií nemusí bránit ani dělení buněk a infekce se může přenést do dceřiných hostitelských buněk.

## Vlastnosti

### Odolnost v prostředí
Buněčná stěna chlamydií obsahuje velké množství lipidů, které je činí vnímavými na lipidová rozpouštědla a detergenty. Méně vnímavé jsou chlamydie na ředěné roztoky látek denaturujících bílkoviny (methanol, amonium, síran zinečnatý nebo fenol). Jsou rychle ničeny při teplotě ≥ 56 °C v závislosti na množství přítomného protektivního buněčného materiálu.
Zatímco při běžném laboratorním uchovávání a zpracovávání, případně i při transportu, jsou chlamydie poměrně nestabilní a snadno se inaktivují teplem, v přirozených podmínkách (suchý trus, peří infikovaných ptáků) si infekčnost zachovávají až 6 měsíců.

### Antigenní struktura a toxin
Chlamydie mají komplexní antigenní strukturu. Kromě skupinově specifického antigenu, který je společný, ale ne kompletně identický, mají chlamydie druhově specifické antigeny proteinové povahy (C. psittaci zatím 15 známých antigenů). Mimo to v rámci obou druhů chlamydií existuje ještě mnoho sérovarů, lišících se typově specifickými antigeny, kterými jsou nízkomolekulární proteiny.
Chlamydie působí také toxicky, což se projevuje u myší po intravenózním podání vysokých dávek živých chlamydií propagovaných ve žloutkovém vaku kuřecích embryí, které uhynou během 48 hodin v toxickém šoku, aniž by došlo k replikaci chlamydií. Antigenně odlišné toxiny byly prokázány u řady izolátů od různých hostitelů, ale nekorelovaly s hostitelem. Toxicita asi souvisí s antigenními komponentami buněčné stěny chlamydií a je neutralizována specifickým hyperimunním sérem. Byly zjištěny četné křížové reakce mezi toxiny chlamydií od různých ptáků a savců.

## Přehled chlamydií
Čeleď Chlamydiaceae
- rod ChlamydiaRozšíření Chlamydia trachomatis ve světě

Rozšíření Chlamydia trachomatis ve světě

  - Chlamydia trachomatis – u lidí vyvolává trachom, inkluzní konjunktivitidu, lymphogranuloma venereum[9]
  - Chlamydia suis –konjunktivitidy, enteritidy a pneumonie u prasat
  - Chlamydia muridarum – pneumonie myší
- rod Chlamydophila
  - Chlamydophila abortus – aborty u ovcí, koz a skotu
  - Chlamydophila psittaci – způsobuje onemocnění ptáků i savců, včetně člověka[9]
  - Chlamydophila caviae – konjunktivitida morčat
  - Chlamydophila felis – konjunktivitidy, rhinitidy a respirační problémy u koček
  - Chlamydophila pecorum – vyskytuje se u zvířat[9]
  - Chlamydophila pneumoniae – u lidí vyvolává různá onemocnění horních cest dýchacích (sinusitidy, bronchitidy, katary horních cest dýchacích, pneumonie, popř. též endo- či myokarditidy)[9]